# George J. Schneider

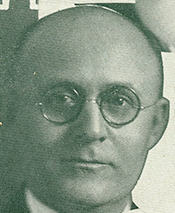
George J. Schneider

George John Schneider (* 30. Oktober 1877 in Grand Chute, Wisconsin; † 12. März 1939 in Toledo, Ohio) war ein US-amerikanischer Politiker. Zwischen 1923 und 1933 sowie nochmals von 1935 bis 1939 vertrat er den Bundesstaat Wisconsin im US-Repräsentantenhaus.

## Werdegang
Noch in seiner Jugend zog George Schneider mit seinen Eltern nach Appleton in Wisconsin, wo er die öffentlichen Schulen besuchte. Danach machte er eine Lehre in der Papierherstellung. Zwischen 1909 und 1927 war er Vizepräsident der International Brotherhood of Papermakers. Schneider engagierte sich für Arbeiterangelegenheiten und war von 1921 bis 1928 Mitglied der Federation of Labor in Wisconsin. Damals gehörte er der Republikanischen Partei an.
Bei den Kongresswahlen des Jahres 1922 wurde er im neunten Wahlbezirk von Wisconsin in das US-Repräsentantenhaus in Washington, D.C. gewählt, wo er am 4. März 1923 die Nachfolge von David G. Classon antrat. Nach vier Wiederwahlen konnte er bis zum 3. März 1933 zunächst fünf Legislaturperioden im Kongress absolvieren. Diese waren seit 1929 von den Ereignissen der Weltwirtschaftskrise geprägt. Kurz vor seinem Ausscheiden aus dem US-Repräsentantenhaus wurde dort der 20. Verfassungszusatz verabschiedet, durch den der Beginn der Amtszeiten des Präsidenten und der Legislaturperioden des Kongresses von März auf Januar vorverlegt wurden.
Für die Wahlen des Jahres 1932 wurde Schneider von seiner Partei nicht mehr nominiert. Diese stellte James A. Frear auf, der dann auch zu Schneiders Nachfolger gewählt wurde. In der Folge schloss sich dieser der Wisconsin Progressive Party an. 1934 wurde Schneider als deren Kandidat im achten Distrikt von Wisconsin erneut in das US-Repräsentantenhaus gewählt. Dort löste er am 3. Januar 1935 den Demokraten James F. Hughes ab. Nach einer Wiederwahl im Jahr 1936 konnte er bis zum 3. Januar 1939 zwei weitere Legislaturperioden im Kongress verbleiben. In dieser Zeit wurden viele der New-Deal-Gesetze der Bundesregierung beraten und verabschiedet. Bei den Wahlen des Jahres 1938 unterlag George Schneider dem Republikaner Joshua L. Johns.
Nach seinem Ausscheiden aus dem US-Repräsentantenhaus nahm Schneider seine früheren Aktivitäten in der Arbeiterbewegung wieder auf. Er starb aber schon am 12. März 1939, weniger als zwei Monate nach dem Ende seiner letzten Legislaturperiode im Kongress, in Toledo und wurde in Appleton beigesetzt.